# Zanina
Zanina is een gemeente (commune) in de regio Sikasso in Mali. De gemeente telt 7400 inwoners (2009).
De gemeente bestaat uit de volgende plaatsen:
- Baramana
- Debela
- Songuela (hoofdplaats)